# Pająki Szwajcarii
Pająki Szwajcarii, araneofauna Szwajcarii – ogół taksonów pajęczaków z rzędu pająków, których występowanie stwierdzono na terytorium Szwajcarii.
Do 2024 roku na terenie Szwajcarii stwierdzono 1017 gatunków pająków z 43 rodzin.

## Infrarząd:ptaszniki(Mygalomorphae)

### Gryzielowate(Atypidae)
Ze Szwajcarii wykazano:
- Atypus affinis – gryziel zachodni
- Atypus muralis – gryziel stepowy
- Atypus piceus – gryziel tapetnik

## Infrarząd:pająki wyższe(Araneomorphae)

### Aksamitnikowate(Clubionidae)
Ze Szwajcarii wykazano:
- Clubiona alpicola
- Clubiona brevipes
- Clubiona caerulescens
- Clubiona comta – aksamitnik jodełkowany
- Clubiona corticalis – aksamitnik korowy
- Clubiona diversa
- Clubiona frutetorum
- Clubiona germanica
- Clubiona hilaris
- Clubiona juvenis
- Clubiona kulczynskii
- Clubiona lutescens – aksamitnik żółtawy
- Clubiona neglecta
- Clubiona pallidula
- Clubiona phragmitis – aksamitnik trzcinowy
- Clubiona pseudoneglecta
- Clubiona reclusa – aksamitnik pustelnik
- Clubiona similis
- Clubiona stagnatilis – aksamitnik nadwodny
- Clubiona subsultans – aksamitnik gładki
- Clubiona subtilis – aksamitnik mszaczek
- Clubiona terrestris – aksamitnik podkorowy
- Clubiona trivialis
- Porrhoclubiona genevensis
- Porrhoclubiona leucaspis
- Porrhoclubiona vegeta

### Anapidae
Ze Szwajcarii wykazano:
- Comaroma simoni

### Cicurinidae
Ze Szwajcarii wykazano:
- Brommella falcigera
- Cicurina cicur
- Cicurina japonica

### Ciemieńcowate(Dictynidae)
Ze Szwajcarii wykazano:
- Altella biuncata
- Altella lucida
- Archaeodictyna consecuta
- Argenna subnigra
- Argyroneta aquatica
- Brigittea civica
- Brigittea latens
- Dictyna arundinacea – ciemieniec zwyczajny
- Dictyna pusilla
- Dictyna uncinata
- Emblyna brevidens
- Lathys heterophthalma
- Lathys humilis
- Lathys stigmatisata
- Nigma flavescens – liściak purpurowy
- Nigma puella
- Nigma walckenaeri – liściak zielony

### Czyhakowate(Segestriidae)
Ze Szwajcarii wykazano:
- Segestria bavarica
- Segestria florentina
- Segestria senoculata – czyhak sześciooki
  - Segestria senoculata castrodunensis
  - Segestria senoculata senoculata

### Darownikowate(Pisauridae)
Ze Szwajcarii wykazano:
- Dolomedes fimbriatus – bagnik przybrzeżny
- Dolomedes plantarius – bagnik nadwodny
- Pisaura mirabilis – darownik przedziwny

### Filistatidae
Ze Szwajcarii wykazano:
- Pritha nana
- Pritha parva
- Pritha sagittata

### Hahniidae
Ze Szwajcarii wykazano:
- Antistea elegans
- Hahnia helveola
- Hahnia nava
- Hahnia ononidum
- Hahnia pusilla
- Iberina candida
- Iberina difficilis
- Iberina microphthalma
- Iberina montana

### Klejnotnikowate(Theridiosomatidae)
Ze Szwajcarii wykazano:
- Theridiosoma gemmosum

### Koliściakowate(Uloboridae)
Ze Szwajcarii wykazano:
- Hyptiotes flavidus
- Hyptiotes paradoxus
- Uloborus plumipes
- Uloborus walckenaerius – koliściak włochaty

### Komórczakowate(Dysderidae)
Ze Szwajcarii wykazano:
- Dasumia taeniifera
- Dysdera crocata  –  komórczak okazały
- Dysdera erythrina  –  komórczak prosionkowiec
- Dysdera kropfi
- Dysdera ninnii
- Harpactea grisea
- Harpactea hombergi
- Harpactea lepida
- Harpactea rubicunda
- Harpactea thaleri
- Harpactocrates drassoides

### Krzyżakowate(Araneidae)
Ze Szwajcarii wykazano:

- Aculepeira armida – kołyśnik wzorzysty
- Aculepeira carbonaria
- Aculepeira ceropegia – kołyśnik wielobarwny
- Agalenatea redii – krzyżaczek ugorowy
- Araneus alsine – krzyżak pomarańczowy
- Araneus angulatus – krzyżak rogaty
- Araneus circe
- Araneus diadematus – krzyżak ogrodowy
- Araneus marmoreus – krzyżak dwubarwny
- Araneus nordmanni
- Araneus quadratus – krzyżak łąkowy
- Araneus saevus
- Araneus sturmi – krzyżak sieciowy
- Araneus triguttatus – krzyżak czarowny
- Araniella alpica
- Araniella cucurbitina – nalistnik zielony
- Araniella displicata – nalistnik czerwieniejący
- Araniella inconspicua
- Araniella opisthographa
- Araniella proxima
- Argiope bruennichi – tygrzyk paskowany
- Cercidia prominens – ściółek nieparek
- Cyclosa conica – kołosz stożkowaty
- Cyclosa oculata – kołosz guzkowaty
- Gibbaranea bituberculata
- Gibbaranea gibbosa
- Gibbaranea omoeda
- Gibbaranea ullrichi
- Hypsosinga albovittata
- Hypsosinga heri
- Hypsosinga pygmaea
- Hypsosinga sanguinea
- Larinioides cornutus – krzyżak nadwodny
- Larinioides patagiatus – krzyżak bursztynowy
- Larinioides sclopetarius – krzyżak gromadny
- Larinioides suspicax – krzyżak trzcinniczek
- Leviellus stroemi
- Leviellus thorelli
- Mangora acalypha – mangora
- Neoscona adianta – potul kłosowiec
- Neoscona subfusca
- Nuctenea umbratica – kołosz szczelinowy
- Singa hamata – rośliniowiec
- Singa nitidula
- Zilla diodia
- Zygiella atrica
- Zygiella montana
- Zygiella x-notata – liścianek sektornik

### Kwadratnikowate(Tetragnathidae)
Ze Szwajcarii wykazano:
- Meta bourneti
- Meta menardi – sieciarz jaskiniowy
- Metellina mengei – czaik wiosenny
- Metellina merianae – czaik jaskiniowy
- Metellina segmentata – czaik jesienny
- Pachygnatha clercki – gruboszczękowiec większy
- Pachygnatha degeeri
- Pachygnatha listerii – gruboszczękowiec pękaty
- Pachygnatha terilis
- Tetragnatha dearmata – kwadratnik borealny
- Tetragnatha extensa – kwadratnik trzcinowy
- Tetragnatha montana – kwadratnik długonogi
- Tetragnatha nigrita – kwadratnik ciemny
- Tetragnatha obtusa – kwadratnik pałąkowaty
- Tetragnatha pinicola – kwadratnik perłowy
- Tetragnatha striata

### Lejkowcowate(Agelenidae)
Ze Szwajcarii wykazano:
- Agelena labyrinthica – lejkowiec labiryntowy
- Allagelena gracilens
- Coelotes atropos
- Coelotes mediocris
- Coelotes pabulator
- Coelotes pickardi
  - Coelotes pickardi pickardi
  - Coelotes pickardi tirolensis
- Coelotes rudolfi
- Coelotes terrestris – norosz ziemny
- Eratigena agrestis – kątnik wiejski
- Eratigena atrica – kątnik większy
- Eratigena fuesslini
- Eratigena picta
- Histopona fioni
- Histopona leonardoi
- Histopona torpida
- Inermocoelotes inermis
- Tegenaria domestica – kątnik domowy (kątnik domowy mniejszy)
- Tegenaria ferruginea – kątnik rdzawy
- Tegenaria hasperi
- Tegenaria mirifica
- Tegenaria pagana
- Tegenaria parietina – kątnik ścienny
- Tegenaria silvestris – kątnik leśny
- Tegenaria tridentina
- Textrix caudata
- Textrix denticulata

### Lenikowate(Zodariidae)
Ze Szwajcarii wykazano:
- Zodarion italicum – lenik włoski
- Zodarion rubidum

### Motaczowate(Anyphaenidae)
Ze Szwajcarii wykazano:
- Anyphaena accentuata – motacz nadrzewny

### Mysmenidae
Ze Szwajcarii wykazano:
- Microdipoena jobi

### Nasosznikowate(Pholcidae)
Ze Szwajcarii wykazano:
- Holocnemus pluchei
- Pholcus opilionoides – nasosznik drobny
- Pholcus phalangioides – nasosznik trzęś
- Psilochorus simoni
- Spermophora senoculata

### Naśladownikowate(Mimetidae)
Ze Szwajcarii wykazano:
- Ero aphana – guzoń garbusek
- Ero cambridgei
- Ero furcata – guzoń pajęczarz
- Ero tuberculata

### Obniżowate(Liocranidae)
Ze Szwajcarii wykazano:
- Agroeca brunnea – knapiatek brązowy
- Agroeca cuprea
- Agroeca inopina
- Agroeca proxima
- Apostenus fuscus
- Liocranoeca striata
- Liocranum rupicola
- Sagana rutilans
- Scotina celans
- Scotina gracilipes
- Scotina palliardii

### Oecobiidae
Ze Szwajcarii wykazano:
- Oecobius maculatus
- Oecobius navus

### Omatnikowate(Theridiidae)
Ze Szwajcarii wykazano:

- Anelosimus vittatus
- Asagena italica
- Asagena phalerata
- Carniella brignolii
- Coleosoma floridanum
- Crustulina guttata – darniowiec plamiak
- Cryptachaea blattea
- Cryptachaea riparia
- Dipoena braccata
- Dipoena erythropus
- Dipoena melanogaster
- Dipoena torva
- Enoplognatha caricis
- Enoplognatha latimana
- Enoplognatha mordax
- Enoplognatha oelandica
- Enoplognatha ovata – zawijak żółtawy
- Enoplognatha serratosignata
- Enoplognatha thoracica – zawijak osnuwikowaty
- Episinus angulatus
- Episinus maculipes
- Episinus truncatus
- Euryopis flavomaculata
- Euryopis laeta
- Euryopis quinqueguttata
- Heterotheridion nigrovariegatum
- Lasaeola coracina – mrówczarz żółtorzepek
- Lasaeola prona
- Lasaeola tristis – mrówczarz czarnonogi
- Neottiura bimaculata
- Neottiura suaveolens
- Nesticodes rufipes
- Ohlertidion ohlerti
- Paidiscura pallens – podlistnik blady
- Parasteatoda lunata
- Parasteatoda simulans
- Parasteatoda tepidariorum
- Pholcomma gibbum
- Phoroncidia paradoxa
- Phycosoma inornatum
- Phylloneta impressa – omatnik kulisty
- Phylloneta sisyphia – omatnik łąkowy
- Platnickina tincta
- Robertus arundineti
- Robertus insignis
- Robertus kuehnae
- Robertus lividus
- Robertus mazaurici
- Robertus mediterraneus
- Robertus neglectus
- Robertus scoticus
- Robertus truncorum
- Robertus ungulatus
- Rugathodes bellicosus
- Rugathodes instabilis
- Sardinidion blackwalli
- Simitidion simile
- Steatoda albomaculata – zyzuś plamisty
- Steatoda bipunctata – zyzuś tłuścioch
- Steatoda grossa
- Steatoda nobilis
- Steatoda paykulliana
- Steatoda triangulosa
- Theonoe minutissima
- Theridion asopi
- Theridion betteni
- Theridion boesenbergi
- Theridion cinereum
- Theridion familiare
- Theridion hemerobium
- Theridion melanurum
- Theridion mystaceum – omatnik wnękowiec
- Theridion petraeum
- Theridion pictum – omatnik troskliwy
- Theridion pinastri – omatnik ceglasty
- Theridion varians – omatnik zmienny
- Theridion wiehlei
- Theridula gonygaster

### Oonopidae
Ze Szwajcarii wykazano:
- Diblemma donisthorpei
- Ischnothyreus peltifer
- Oonops domesticus
- Oonops pulcher
- Prida sechellensis
- Tapinesthis inermis
- Triaeris stenaspis

### Osnuwikowate(Linyphiidae)
Ze Szwajcarii wykazano:

- Abacoproeces saltuum
- Acartauchenius scurrilis
- Agnyphantes expunctus
- Agyneta affinis
- Agyneta alpica
- Agyneta cauta
- Agyneta conigera
- Agyneta equestris
- Agyneta fuscipalpus
- Agyneta gulosa
- Agyneta innotabilis
- Agyneta mollis
- Agyneta nigripes
- Agyneta orites
- Agyneta ramosa
- Agyneta ressli
- Agyneta rurestris
- Agyneta saxatilis
- Agyneta simplicitarsis
- Agyneta subtilis
- Agyneta suecica
- Allomengea scopigera
- Allomengea vidua
- Anguliphantes angulipalpis
- Anguliphantes monticola
- Araeoncus anguineus
- Araeoncus crassiceps
- Araeoncus humilis
- Asthenargus helveticus
- Asthenargus paganus
- Asthenargus perforatus
- Baryphyma pratense
- Bathyphantes approximatus
- Bathyphantes gracilis
- Bathyphantes nigrinus
- Bathyphantes parvulus
- Bathyphantes setiger
- Bathyphantes similis
- Bolephthyphantes index
- Bolyphantes alticeps
- Bolyphantes kolosvaryi
- Bolyphantes luteolus
- Caracladus avicula
- Caracladus leberti
- Caracladus zamoniensis
- Caviphantes saxetorum
- Centromerita bicolor
- Centromerita concinna
- Centromerus arcanus
- Centromerus brevipalpus
- Centromerus capucinus
- Centromerus cavernarum
- Centromerus dilutus
- Centromerus incilium
- Centromerus leruthi
- Centromerus levitarsis
- Centromerus pabulator
- Centromerus persimilis
- Centromerus prudens
- Centromerus sellarius
- Centromerus semiater
- Centromerus serratus
- Centromerus silvicola
- Centromerus subalpinus
- Centromerus succinus
- Centromerus sylvaticus
- Ceratinella brevipes
- Ceratinella brevis
- Ceratinella scabrosa
- Cinetata gradata
- Cnephalocotes obscurus
- Collinsia inerrans
- Cresmatoneta mutinensis
- Dicymbium brevisetosum
- Dicymbium nigrum
- Dicymbium tibiale
- Diplocentria bidentata
- Diplocentria mediocris
- Diplocentria rectangulata
- Diplocephalus alpinus
- Diplocephalus crassilobus
- Diplocephalus cristatus
- Diplocephalus dentatus
- Diplocephalus helleri
- Diplocephalus latifrons
- Diplocephalus lusiscus
- Diplocephalus pavesii
- Diplocephalus permixtus
- Diplocephalus picinus
- Diplocephalus protuberans
- Diplostyla concolor
- Dismodicus bifrons
- Dismodicus elevatus
- Donacochara speciosa
- Drapetisca socialis
- Drepanotylus uncatus
- Entelecara acuminata
- Entelecara congenera
- Entelecara erythropus
- Entelecara flavipes
- Entelecara media
- Erigone atra – plądrak czarny
- Erigone autumnalis
- Erigone capra
- Erigone cristatopalpus
- Erigone dentipalpis
- Erigone dentosa
- Erigone jaegeri
- Erigone remota
  - Erigone remota dentigera
  - Erigone remota remota
- Erigone tenuimana
- Erigonella hiemalis
- Erigonella ignobilis
- Erigonella subelevata
- Erigonoplus foveatus
- Erigonoplus globipes
- Evansia merens
- Floronia bucculenta
- Formiphantes lephthyphantiformis
- Frontinellina frutetorum
- Glyphesis servulus
- Gnathonarium dentatum
- Gonatium hilare
- Gonatium paradoxum
- Gonatium rubellum
- Gonatium rubens
- Gongylidiellum latebricola
- Gongylidiellum murcidum
- Gongylidiellum vivum
- Gongylidium rufipes
- Helophora insignis
- Hilaira excisa
- Hilaira herniosa
- Hylyphantes graminicola
- Hylyphantes nigritus
- Hypomma bituberculatum
- Hypomma cornutum
- Hypomma fulvum
- Improphantes complicatus
- Improphantes nitidus
- Incestophantes crucifer
- Incestophantes frigidus
- Incestophantes kotulai
- Ipa keyserlingi
- Jacksonella falconeri
- Janetschekia monodon
- Kaestneria dorsalis
- Kaestneria pullata
- Kratochviliella bicapitata
- Labulla thoracica
- Lepthyphantes leprosus
- Lepthyphantes minutus
- Lepthyphantes nodifer
- Lepthyphantes notabilis
- Leptorhoptrum robustum
- Lessertia dentichelis
- Lessertinella kulczynskii
- Linyphia alpicola
- Linyphia hortensis – osnuwik zaroślowy
- Linyphia tenuipalpis
- Linyphia triangularis – osnuwik pospolity
- Lophomma punctatum
- Macrargus carpenteri
- Macrargus rufus
- Mansuphantes aridus
- Mansuphantes fragilis
- Mansuphantes mansuetus
- Mansuphantes pseudoarciger
- Mansuphantes simoni
- Maro lehtineni
- Maro lepidus
- Maro minutus
- Maro sublestus
- Maso gallicus
- Maso sundevalli
- Mecopisthes latinus
- Mecopisthes pumilio
- Mecopisthes silus
- Mecynargus brocchus
- Mecynargus paetulus
- Megalepthyphantes collinus
- Megalepthyphantes nebulosus
- Mermessus denticulatus
- Mermessus trilobatus
- Metopobactrus nadigi
- Metopobactrus nodicornis
- Metopobactrus prominulus
- Micrargus alpinus
- Micrargus apertus
- Micrargus georgescuae
- Micrargus herbigradus
- Micrargus laudatus
- Micrargus subaequalis
- Microctenonyx subitaneus
- Microlinyphia impigra
- Microlinyphia pusilla – osnuwik łąkowy
- Microneta viaria
- Minicia marginella
- Minyriolus pusillus
- Mioxena blanda
- Moebelia penicillata
- Monocephalus castaneipes
- Monocephalus fuscipes
- Mughiphantes armatus
- Mughiphantes baebleri
- Mughiphantes cornutus
- Mughiphantes handschini
- Mughiphantes mughi
- Mughiphantes pulcher
- Mughiphantes pulcheroides
- Mughiphantes variabilis
- Nematogmus sanguinolentus
- Neriene clathrata – snówek brązowy
- Neriene emphana – snówek gałązkowiec
- Neriene furtiva
- Neriene montana – snówek okazały
- Neriene peltata – snówek świerkowiec
- Neriene radiata – snówek okrajkowy
- Notioscopus sarcinatus
- Nusoncus nasutus
- Obscuriphantes obscurus
- Oedothorax agrestis
  - Oedothorax agrestis agrestis
  - Oedothorax agrestis longipes
- Oedothorax apicatus
- Oedothorax fuscus
- Oedothorax gibbifer
- Oedothorax gibbosus
- Oedothorax retusus
- Oreoneta montigena
- Oreoneta tatrica
- Oreonetides glacialis
- Oreonetides vaginatus
- Ostearius melanopygius
- Palliduphantes antroniensis
- Palliduphantes arenicola
- Palliduphantes culicinus
- Palliduphantes insignis
- Palliduphantes pallidus
- Panamomops affinis
- Panamomops inconspicuus
- Panamomops mengei
- Panamomops palmgreni
- Panamomops sulcifrons
- Panamomops tauricornis
- Parapelecopsis nemoralis
- Pelecopsis alpica
- Pelecopsis elongata – perygłowik naśnieżny
- Pelecopsis mengei
- Pelecopsis parallela
- Pelecopsis radicicola
- Peponocranium orbiculatum
- Piniphantes pinicola
- Pityohyphantes phrygianus
- Pocadicnemis carpatica
- Pocadicnemis juncea
- Pocadicnemis pumila
- Poeciloneta variegata
- Porrhomma cambridgei
- Porrhomma campbelli
- Porrhomma convexum
- Porrhomma egeria
- Porrhomma errans
- Porrhomma microphthalmum
- Porrhomma microps
- Porrhomma oblitum
- Porrhomma pallidum
- Porrhomma pygmaeum
- Porrhomma rosenhaueri
- Prinerigone vagans
- Pseudocarorita thaleri
- Pseudomaro aenigmaticus
- Saaristoa abnormis
- Saaristoa firma
- Saloca diceros
- Satilatlas britteni
- Savignia frontata
- Sciastes carli
- Scotargus pilosus
- Scotinotylus alpigena
- Scotinotylus antennatus
- Scotinotylus clavatus
- Scotinotylus evansi
- Semljicola faustus
- Silometopus bonessi
- Silometopus braunianus
- Silometopus elegans
- Silometopus reussi
- Silometopus rosemariae
- Sintula corniger
- Sisicus apertus
- Staveleya paulae
- Staveleya pusilla
- Stemonyphantes conspersus
- Stemonyphantes lineatus
- Styloctetor austerus
- Styloctetor compar
- Styloctetor romanus
- Syedra gracilis
- Syedra myrmicarum
- Tallusia experta
- Tallusia vindobonensis
- Tapinocyba affinis
- Tapinocyba insecta
- Tapinocyba maureri
- Tapinocyba pallens
- Tapinocyba praecox
- Tapinocyboides pygmaeus
- Tapinopa longidens
- Tenuiphantes alacris
- Tenuiphantes cristatus
- Tenuiphantes flavipes
- Tenuiphantes jacksoni
- Tenuiphantes jacksonoides
- Tenuiphantes mengei
- Tenuiphantes monachus
- Tenuiphantes tenebricola
- Tenuiphantes tenuis
- Tenuiphantes zimmermanni
- Theonina cornix
- Thyreosthenius biovatus
- Thyreosthenius parasiticus
- Tiso aestivus
- Tiso vagans
- Trematocephalus cristatus
- Trichoncus affinis
- Trichoncus ambrosii
- Trichoncus auritus
- Trichoncus hackmani
- Trichoncus helveticus
- Trichoncus saxicola
- Trichoncyboides simoni
- Trichopterna cito
- Trichopternoides thorelli
- Troglohyphantes caligatus
- Troglohyphantes lucifuga
- Troglohyphantes sordellii
- Troxochrota scabra
- Troxochrus scabriculus
- Typhochrestus digitatus
- Typhochrestus inflatus
- Typhochrestus simoni
- Walckenaeria acuminata – plądrownik osobliwy
- Walckenaeria alticeps
- Walckenaeria antica
- Walckenaeria atrotibialis
- Walckenaeria capito
- Walckenaeria clavicornis
- Walckenaeria corniculans
- Walckenaeria cucullata
- Walckenaeria cuspidata
- Walckenaeria dysderoides
- Walckenaeria furcillata
- Walckenaeria incisa
- Walckenaeria kochi
- Walckenaeria languida
- Walckenaeria mitrata
- Walckenaeria monoceros
- Walckenaeria nodosa
- Walckenaeria nudipalpis
- Walckenaeria obtusa
- Walckenaeria stylifrons
- Walckenaeria unicornis
- Walckenaeria vigilax
- Wiehlenarius tirolensis

### Phrurolithidae
Ze Szwajcarii wykazano:
- Phrurolithus festivus
- Phrurolithus minimus
- Phrurolithus nigrinus

### Podkamieniakowate(Titanoecidae)
Ze Szwajcarii wykazano:
- Titanoeca nivalis
- Titanoeca quadriguttata – podkamieniak czteroplamkowy
- Titanoeca tristis

### Pogońcowate(Lycosidae)
Ze Szwajcarii wykazano:

- Acantholycosa lignaria – pogoniec cętkonogi
- Acantholycosa norvegica sudetica
- Acantholycosa pedestris
- Alopecosa aculeata – wilkosz pręgowiec
- Alopecosa albofasciata
- Alopecosa cuneata – wilkosz grubonogi
- Alopecosa fabrilis – wilkosz wydmowiec
- Alopecosa farinosa
- Alopecosa inquilina
- Alopecosa pinetorum
- Alopecosa pulverulenta – wilkosz włóczykij
- Alopecosa striatipes
- Alopecosa sulzeri
- Alopecosa taeniata
- Alopecosa trabalis – wilkosz lancetnik
- Arctosa alpigena
  - Arctosa alpigena alpigena
  - Arctosa alpigena lamperti
- Arctosa cinerea – wymyk szarawy
- Arctosa figurata
- Arctosa leopardus – wymyk lamparci
- Arctosa lutetiana
- Arctosa maculata – wymyk kamiennik
- Arctosa perita – wymyk piaskowy
- Arctosa personata
- Arctosa renidescens
- Arctosa stigmosa
- Aulonia albimana – aulonia sieciarka
- Hogna radiata
- Hygrolycosa rubrofasciata
- Pardosa agrestis
- Pardosa alacris
- Pardosa amentata – wałęsak zwyczajny
- Pardosa baehrorum
- Pardosa bifasciata
- Pardosa blanda
- Pardosa ferruginea
- Pardosa fulvipes
- Pardosa giebeli
- Pardosa hortensis
- Pardosa lugubris – wałęsak leśny
- Pardosa mixta
- Pardosa monticola
- Pardosa morosa
- Pardosa nigra
- Pardosa nigriceps
- Pardosa oreophila
- Pardosa paludicola
- Pardosa palustris – wałęsak łąkowy
- Pardosa prativaga – wałęsak tygrysi
- Pardosa pullata
- Pardosa riparia
- Pardosa saltans
- Pardosa saturatior
- Pardosa schenkeli
- Pardosa sordidata
- Pardosa sphagnicola
- Pardosa subalpina
- Pardosa tenuipes
- Pardosa torrentum
- Pardosa vittata
- Pardosa wagleri
- Pirata piraticus – korsarz piratnik
- Pirata piscatorius
- Pirata tenuitarsis
- Piratula hygrophila – korsarz bagiennik
- Piratula knorri – korsarz potokowiec
- Piratula latitans – korsarz malutki
- Piratula uliginosa – korsarz torfowiec
- Pyrenecosa rupicola
- Trochosa hispanica
- Trochosa robusta – krzeczek smużnik
- Trochosa ruricola – krzeczek polny
- Trochosa spinipalpis
- Trochosa terricola – krzeczek naziemnik
- Xerolycosa miniata – pogoniec łowczak
- Xerolycosa nemoralis – pogoniec lesiec

### Poskoczowate(Eresidae)
Ze Szwajcarii wykazano:
- Eresus kollari – poskocz krasny

### Rozsnuwaczowate(Scytodidae)
Ze Szwajcarii wykazano:
- Scytodes thoracica – rozsnuwacz plujący

### Sidliszowate(Amaurobiidae)
Ze Szwajcarii wykazano:
- Amaurobius crassipalpis
- Amaurobius erberi
- Amaurobius fenestralis – sidlisz jaskiniowy
- Amaurobius ferox – sidlisz piwniczny
- Amaurobius jugorum
- Amaurobius similis – sidlisz zadomek
- Callobius claustrarius

### Skakunowate(Salticidae)
Ze Szwajcarii wykazano:

- Aelurillus v-insignitus – dryguś zmienny
- Asianellus festivus – naskocz okularowy
- Attulus atricapillus
- Attulus caricis
- Attulus distinguendus – skoczek wydmowy
- Attulus floricola – skoczek łąkowy
- Attulus longipes
- Attulus penicillatus – skoczek plamisty
- Attulus pubescens – skoczek skromny
- Attulus rupicola – skoczek reglik
- Attulus terebratus – skoczek ściennik
- Attulus zimmermanni – skoczek piargowy
- Ballus chalybeius – mocarek bury
- Ballus rufipes
- Carrhotus xanthogramma
- Chalcoscirtus infimus
- Dendryphantes hastatus – gałęziak srebrzyk
- Dendryphantes rudis – gałęziak wzorzysty
- Euophrys frontalis – drobnik plamowłosy
- Euophrys herbigrada
- Euophrys terrestris
- Evarcha arcuata – pyrgun nazielny
- Evarcha falcata – pyrgun nakrzewny
- Evarcha laetabunda – pyrgun natrawny
- Hasarius adansoni
- Heliophanus aeneus – lśniś nawapnik
- Heliophanus auratus – lśniś złocisty
- Heliophanus cupreus
- Heliophanus dampfi
- Heliophanus dubius – lśniś nadrewniak
- Heliophanus flavipes
- Heliophanus kochii
- Heliophanus lineiventris
- Heliophanus melinus
- Heliophanus patagiatus
- Heliophanus tribulosus
- Icius hamatus – smakosz gracjan
- Icius subinermis
- Leptorchestes berolinensis – mrówczyn bojownik
- Leptorchestes mutilloides
- Macaroeris nidicolens – sokolik uszaty
- Marpissa muscosa – rozciągnik mchuś
- Marpissa nivoyi
- Marpissa pomatia – rozciągnik pomarańczowy
- Marpissa radiata – rozciągnik natrzcinny
- Mendoza canestrinii
- Menemerus taeniatus
- Myrmarachne formicaria – mrówczynka
- Neaetha membrosa
- Neon levis
- Neon rayi
- Neon reticulatus – neonek mszarek
- Neon valentulus
- Pellenes lapponicus
- Pellenes nigrociliatus – krzyżnik czarnowłosy
- Pellenes tripunctatus – krzyżnik tanecznik
- Philaeus chrysops – strojniś nadobny
- Phintella castriesiana
- Phlegra fasciata – sekutnica pasiasta
- Pseudeuophrys erratica – drobnik krętowłosy
- Pseudeuophrys lanigera – drobnik wełnistowłosy
- Pseudeuophrys vafra
- Pseudicius encarpatus – gorguś kruszczowy
- Saitis barbipes
- Salticus cingulatus – skakun srebrzysty
- Salticus scenicus – skakun arlekinowy
- Salticus unciger
- Salticus zebraneus – skakun zebra
- Sibianor aurocinctus – wełniak krwawonogi
- Sittisax saxicola – skoczek rudzik
- Synageles hilarulus
- Synageles subcingulatus
- Synageles venator – mróweczka myśliwy
- Talavera aequipes – drobnik malutki
- Talavera aperta
- Talavera inopinata
- Talavera monticola
- Talavera parvistyla
- Talavera petrensis – włochacz wrzosowiskowy

### Spachaczowate(Sparassidae)
Ze Szwajcarii wykazano:
- Heteropoda venatoria
- Micrommata virescens – spachacz zielonawy

### Ślizgunowate(Philodromidae)
Ze Szwajcarii wykazano:
- Philodromus albidus – ślizgun bladonogi
- Philodromus aureolus – ślizgun złocony
- Philodromus buchari
- Philodromus buxi
- Philodromus cespitum
- Philodromus collinus – ślizgun kolconogi
- Philodromus dispar – ślizgun nieparek
- Philodromus emarginatus
- Philodromus fuscolimbatus
- Philodromus fuscomarginatus
- Philodromus laricium
- Philodromus longipalpis
- Philodromus margaritatus
- Philodromus poecilus
- Philodromus praedatus
- Philodromus rufus
- Philodromus vagulus
- Rhysodromus histrio
- Thanatus atratus
- Thanatus coloradensis
- Thanatus firmetorum
- Thanatus formicinus – śmiertek mrówczyn
- Thanatus oblongiusculus
- Thanatus sabulosus – śmiertek leśnostepowy
- Thanatus striatus
- Tibellus macellus
- Tibellus maritimus – podłużnik piegowaty
- Tibellus oblongus – podłużnik długonogi

### Śpiesznikowate(Oxyopidae)
Ze Szwajcarii wykazano:
- Oxyopes lineatus
- Oxyopes ramosus – śpiesznik rysień

### Tkańcowate(Nesticidae)
Ze Szwajcarii wykazano:
- Howaia mogera
- Kryptonesticus eremita
- Nesticus cellulanus

### Topikowate(Cybaeidae)
Ze Szwajcarii wykazano:
- Cryphoeca brignolii
- Cryphoeca nivalis
- Cryphoeca silvicola
- Cybaeus intermedius
- Cybaeus montanus
- Cybaeus tetricus
- Mastigusa arietina
- Tuberta maerens

### Trachelidae
Ze Szwajcarii wykazano:
- Cetonana laticeps
- Trachelas minor

### Trawnikowcowate(Miturgidae)
Ze Szwajcarii wykazano:
- Zora alpina
- Zora manicata
- Zora nemoralis – trawnikowiec tropiciel
- Zora parallela
- Zora silvestris
- Zora spinimana – trawnikowiec pospolity

### Ukośnikowate(Thomisidae)
Ze Szwajcarii wykazano:

- Bassaniodes robustus – bokochód brzuchacz
- Coriarachne depressa – zakorowiec płaski
- Cozyptila blackwalli – lilipsot skrytek
- Diaea dorsata
- Diaea livens
- Ebrechtella tricuspidata
- Heriaeus graminicola – szkarlik zielony
- Heriaeus hirtus
- Heriaeus oblongus – szkarlik stepowiec
- Misumena vatia – kwietnik biały
- Ozyptila atomaria
- Ozyptila brevipes
- Ozyptila claveata
- Ozyptila praticola
- Ozyptila pullata
- Ozyptila rauda
- Ozyptila sanctuaria
- Ozyptila scabricula
- Ozyptila secreta
- Ozyptila simplex
- Ozyptila trux
- Pistius truncatus – szpecik tępy
- Psammitis ninnii
- Psammitis sabulosa
- Runcinia grammica
- Spiracme striatipes – bokochód niepasek
- Synema globosum
- Thomisus onustus
- Tmarus piger
- Tmarus stellio
- Xysticus acerbus
- Xysticus alpinus
- Xysticus audax – bokochód śmiały
- Xysticus bifasciatus
- Xysticus cor
- Xysticus cristatus – bokochód grzebieniasty
- Xysticus desidiosus
- Xysticus erraticus
- Xysticus gallicus
- Xysticus kempeleni
- Xysticus kochi – bokochód kroczeń
- Xysticus lanio – bokochód boczeń
- Xysticus lineatus
- Xysticus luctator
- Xysticus luctuosus
- Xysticus macedonicus
- Xysticus ulmi – bokochód pospolity
- Xysticus viduus

### Worczakowate(Gnaphosidae)
Ze Szwajcarii wykazano:

- Berlandina cinerea – skalnicowiec popielaty
- Berlandina nubivaga
- Callilepis nocturna – gładnik
- Callilepis schuszteri
- Civizelotes civicus
- Cryptodrassus hungaricus
- Drassodes cupreus
- Drassodes lapidosus – knap podkamiennik
- Drassodes pubescens
- Drassodes villosus
- Drassodex drescoi
- Drassodex heeri
- Drassodex hypocrita
- Drassodex lesserti
- Drassodex simoni
- Drassyllus lutetianus
- Drassyllus praeficus
- Drassyllus pumilus
- Drassyllus pusillus
- Drassyllus villicus
- Echemus angustifrons
- Gnaphosa alpica
- Gnaphosa badia
- Gnaphosa bicolor – worczak zakamiennik
- Gnaphosa lapponum
- Gnaphosa leporina
- Gnaphosa lucifuga – worczak zagnietek
- Gnaphosa lugubris
- Gnaphosa montana
- Gnaphosa muscorum
- Gnaphosa nigerrima
- Gnaphosa petrobia
- Gnaphosa rhenana
- Gnaphosa tigrina
- Haplodrassus aenus
- Haplodrassus cognatus
- Haplodrassus dalmatensis
- Haplodrassus kulczynskii
- Haplodrassus minor
- Haplodrassus moderatus
- Haplodrassus signifer
- Haplodrassus silvestris
- Haplodrassus soerenseni
- Haplodrassus umbratilis
- Kishidaia conspicua – upstrzyn
- Micaria aenea
- Micaria albovittata
- Micaria alpina
- Micaria coarctata
- Micaria dives
- Micaria formicaria – kraśniak mrówkowaty
- Micaria fulgens – kraśniak lśniący
- Micaria guttulata
- Micaria micans – kraśniak lampasowy
- Micaria nivosa
- Micaria pulicaria – kraśniak czarniawy
- Micaria rossica
- Micaria silesiaca
- Micaria subopaca – kraśniak nadrzewny
- Nomisia exornata
- Parasyrisca vinosa
- Phaeocedus braccatus – kwintek znaczyn
- Poecilochroa variana
- Scotophaeus blackwalli
- Scotophaeus nanus
- Scotophaeus quadripunctatus – pokaz srebrzysty
- Scotophaeus scutulatus – pokaz rubinowy
- Synaphosus sauvage
- Trachyzelotes pedestris – napas rdzawostopy
- Urozelotes rusticus
- Zelotes aeneus
- Zelotes apricorum
- Zelotes atrocaeruleus
- Zelotes clivicola
- Zelotes devotus
- Zelotes electus
- Zelotes erebeus
- Zelotes exiguus
- Zelotes gallicus
- Zelotes hermani
- Zelotes latreillei
- Zelotes longipes
- Zelotes oblongus
- Zelotes petrensis
- Zelotes puritanus
- Zelotes similis
- Zelotes subterraneus – skalnik wszędobylski
- Zelotes talpinus
- Zelotes tenuis

### Zbrojnikowate(Cheiracanthiidae)
Ze Szwajcarii wykazano:
- Cheiracanthium campestre
- Cheiracanthium erraticum
- Cheiracanthium mildei
- Cheiracanthium montanum
- Cheiracanthium oncognathum
- Cheiracanthium punctorium
- Cheiracanthium virescens

### Zoropsidae
Ze Szwajcarii wykazano:
- Zoropsis spinimana